# Автомагістраль G7 Пекін-Урумчі
Автомагістраль Пекін-Урумчі (Chinese), позначена як G7 і зазвичай згадується як Jingxin Expressway (Chinese) — швидкісна дорога, що з’єднує міста Пекін, Китай, і Урумчі, Сіньцзян. Вона була відкрита у липні 2017 і має розміри 2,540 км у довжину. Відомо, що це найдовша пустельна магістраль у світі, яка проходить через кілька пустель, що входять до пустелі Гобі, зокрема пустелю Улан-Бух, пустелю Тенггер і пустелю Бадайн Джаран.

## Фото

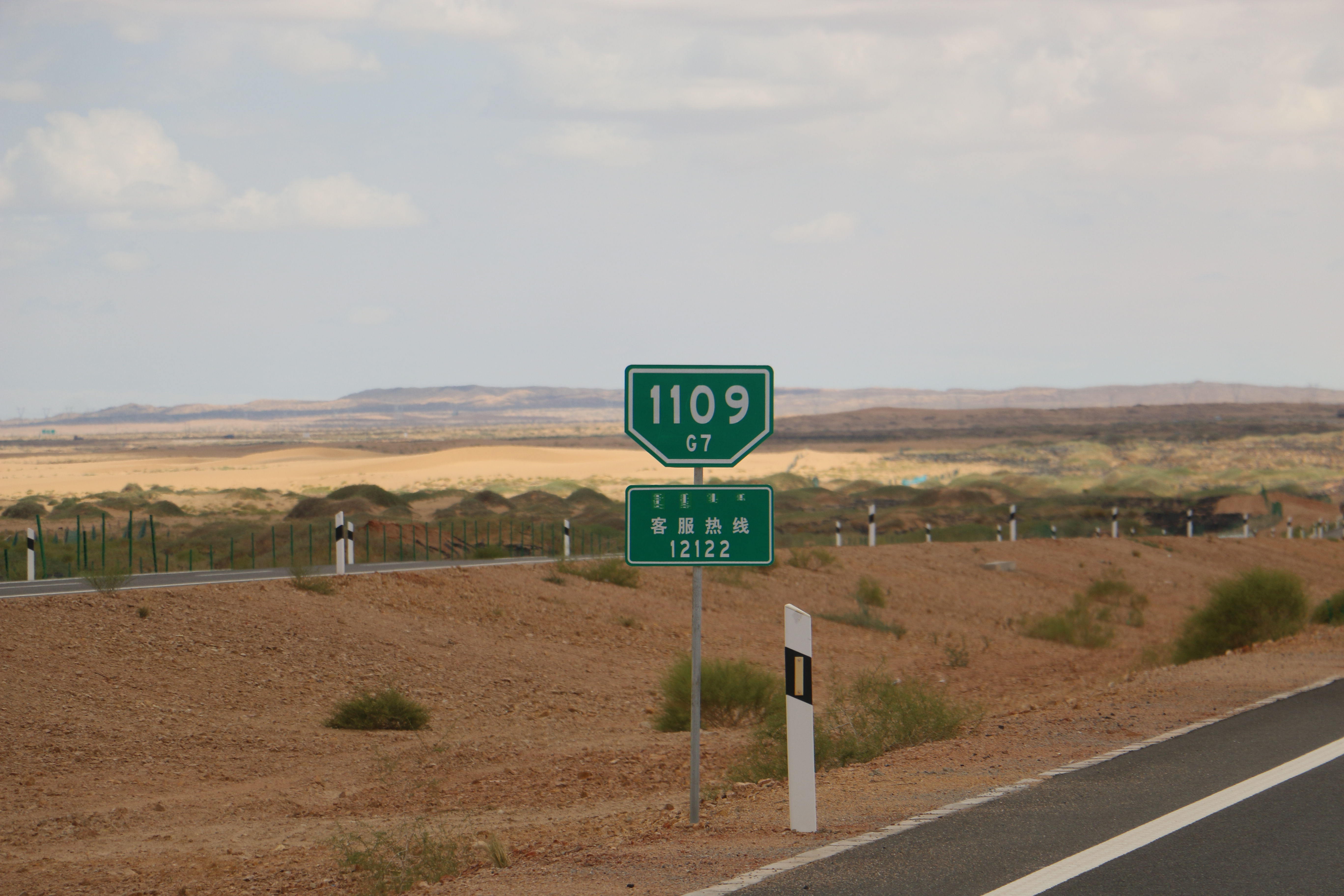
G7 1109 кілометр.
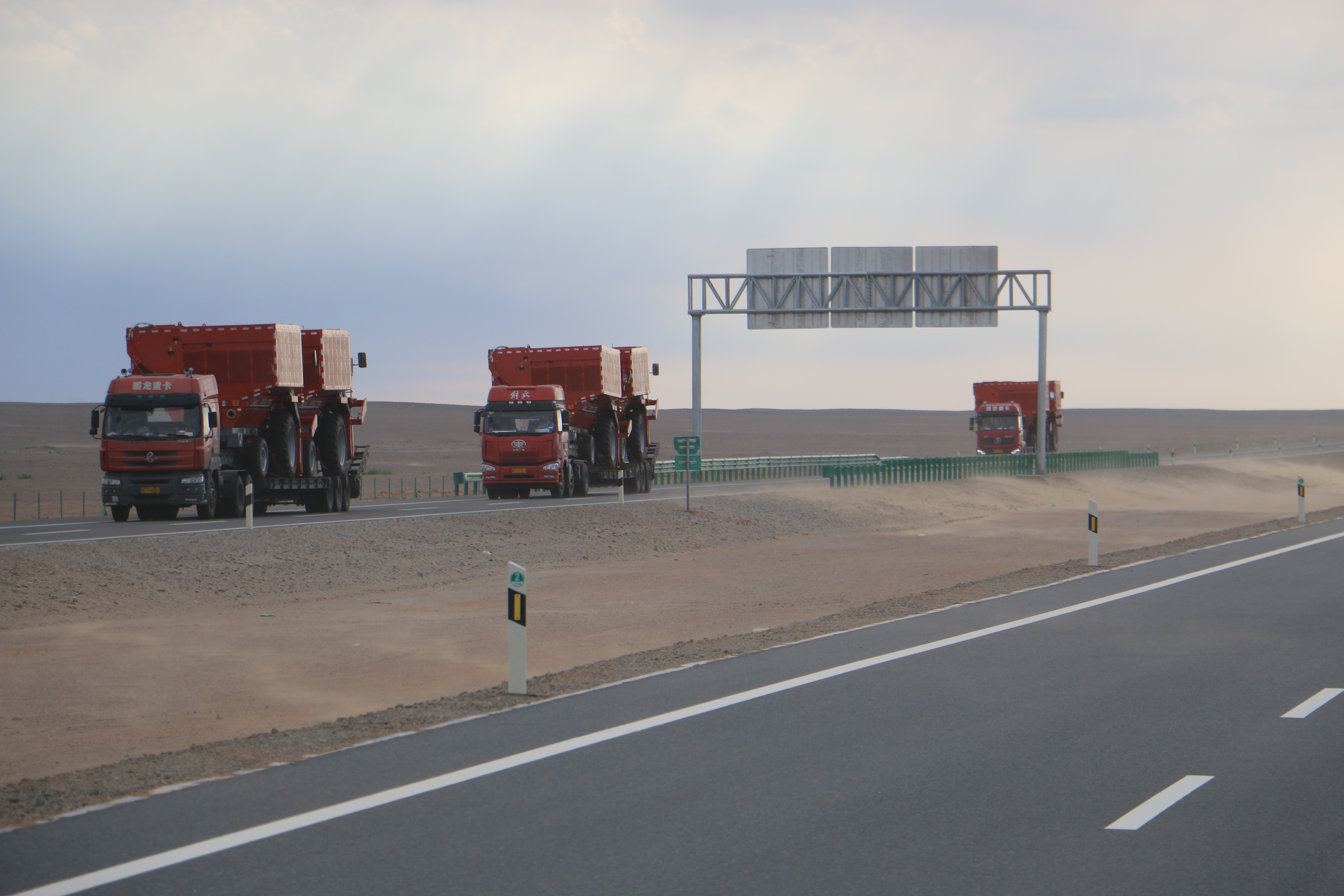
Вантажівки на G7